# Comisión de Sanidad del Congreso de los Diputados
La Comisión de Sanidad es una comisión permanente legislativa del Congreso de los Diputados cuyo ámbito de trabajo son las competencias del Ministerio de Sanidad, Consumo y Bienestar Social. Su actual presidenta es Rosa Romero Sánchez, diputada por Ciudad Real.

## Historia
La Comisión de Sanidad se creó ya empezada la Guerra Civil, en noviembre de 1936, bajo la denominación de Comisión de Sanidad y Asistencia Social. Si bien el Ministerio de Sanidad y Asistencia Social apenas duró hasta mayo del año siguiente —pues se reintegró de nuevo en Trabajo—, la comisión estuvo activa hasta el final de la guerra. Durante el periodo franquista no existió un ministerio con competencias sanitarias de forma independiente, y no será hasta la Transición que se volverá a ver.
Durante la legislatura constituyente (1977-1979) y la mitad de la I legislatura (1979-1981) se recupera la comisión con el nombre de Comisión de Sanidad y Seguridad Social, compartiendo ya competencias legislativas con su homóloga en el Senado, que durante la república no existió al tener unas Cortes unicamerales. Reintegrándose brevemente en 1981 en Trabajo, el Ministerio de Sanidad reaparece, sin embargo no lo hace así la comisión de Sanidad, cuyas competencias son asumidas por la Comisión de Política Social y Empleo. Será en 1993 que, para evitar la sobrecarga de la mencionada comisión, se crea la Comisión de Sanidad y Consumo, vigente durante el periodo 1993-2009.
En 2009 se renombra Comisión de Sanidad, Política Social y Consumo. En 2012, Comisión de Sanidad y Servicios Sociales y, en 2018, Comisión de Sanidad, Consumo y Bienestar Social. Actualmente, recibe la denominación de Comisión de Sanidad y Consumo desde 2020.
Durante la pandemia de COVID-19, fue una de las comisiones más activas del Congreso de los Diputados, compareciendo periódicamente el ministro de Sanidad, Salvador Illa.

## Composición actual
| Mesa de la Comisión | Mesa de la Comisión | Mesa de la Comisión | Mesa de la Comisión                                                                                         | Mesa de la Comisión                                                   | Mesa de la Comisión     | Mesa de la Comisión                | Mesa de la Comisión                           |
| Presidente | Presidente | Vicepresidente primero | Vicepresidente primero                                                                                      | Vicepresidente segundo                                                | Vicepresidente segundo  | Secretario primero                 | Secretario segundo                            |
| --- | --- | --- | --- | --------------------------------------------------------------------- | ----------------------- | ---------------------------------- | --------------------------------------------- |
| Rosa Romero Sánchez (PP) | Rosa Romero Sánchez (PP) | Marina Ortega Otero (PSOE) | Marina Ortega Otero (PSOE)                                                                                  | Eva García Sempere (UP)                                               | Eva García Sempere (UP) | Laia Cañigueral (ERC)              | Lourdes Méndez (Vox)                          |
| Miembros de la Comisión | | | |                                                                       |                         |                                    |                                               |
| Grupo Socialista | Grupo Popular | Grupo Ciudadanos | Grupo Unidas podemos                                                                                        | Grupo VOX                                                             | Grupo ERC               | Grupo Vasco                        | Grupo Mixto                                   |
| - Sonia Ferrer Tesoro - Ana Prieto Nieto - Marisol Sánchez Jódar - Carmen Andrés Añón - Juan Cuatrecasas Asua - Elena Máñez Rodríguez - Josefa Andrés Barea - Laura Berja - Andrea Fernández Benéitez - María Montserrat García Chavarría - Pau Marí-Klose - Elvira Ramón - Luis Carlos Sahuquillo - Agustín Javier Zamarrón | - María Luisa del Moral Leal - Alicia García Rodríguez - María Carmen Riolobos Regadera - Andrés Lorite Lorite - Milagros Marcos Ortega - Elvira Velasco Morillo - Ana Pastor Julián | - Francisco Javier Fernández-Bravo García - Juan Ignacio López-Bas Valero - María Amparo Moya Sanz - Sara Giménez Giménez - José Antonio Mirón Canelo - María Ángeles Rosado Peinado - María Virginia Millán Salmerón | - Ismael Cortés Gómez - María del Carmen Pita Cárdenes - Juan Antonio Delgado Ramos - Mercedes Pérez Merino | - Ignacio Garriga Vaz de Concicao - María de los Reyes Romero Vilches | - Xavier Eritja Ciuró   | - Joseba Andoni Agirretxea Urresti | - Sergio Sayas López - Sergi Miquel i Valentí |
| Fuente: | | | |                                                                       |                         |                                    |                                               |

## Subcomisiones o ponencias

### Actuales
Actualmente la comisión no posee ninguna subcomisión o ponencia.

### Históricas
| Nombre                                                                       | Presidente                | Mandato                                     | Refs. |
| ---------------------------------------------------------------------------- | ------------------------- | ------------------------------------------- | ----- |
| Ponencia estudio sobre el síndrome tóxico                                    | -                         | 30 de noviembre de 1994-9 de enero de 1996- | [ 4 ] |
| Ponencia de estudio sobre modernización del Sistema Sanitario                | -                         | 20 de junio de 1996-2 de julio de 1996      | [ 5 ] |
| Subcomisión para el Pacto de Estado en la Sanidad                            | -                         | 20 de febrero de 2009-19 de octubre de 2009 | [ 6 ] |
| Subcomisión de análisis de los problemas estructurales del sistema sanitario | Mario Mingo Zapatero (PP) | 27 de junio de 2012-28 de mayo de 2014      | [ 7 ] |
| Subcomisión para abordar el problema de la violencia contra niños y niñas    | -                         | 7 de octubre de 2014-25 de junio de 2015    | [ 8 ] |